# José Antonio Monago
José Antonio Monago Terraza, né le 10 janvier 1966 à Quintana de la Serena, est un homme politique espagnol, membre du Parti populaire (PP).
Il est président d'Estrémadure entre 2011 et 2015.

## Biographie

### Famille et enfance
Fils d'un garde civil, issu d'une famille d'exploitants agricoles, et d'une mère fille de facteur, il déménage dans son enfance à Badajoz, où il grandit et accomplit ses études secondaires dans des établissements publics. Durant son passage au lycée, il a fait partie de l'équipe de handball d'Estrémadure, au poste de gardien.

### L'engagement dans la protection civile
En 1987, il intègre le corps des pompiers, dont il devient chef de section. Il a notamment fait partie d'une équipe étant intervenue lors de l'incendie d'un grand magasin de Madrid, dans lequel périrent dix de ses collègues. Il a ensuite fondé l'ONG SOS Extremadura, qui a porté assistance aux victimes de tremblement de terre en Algérie et au Maroc.

### Un long parcours universitaire et professionnel
Parallèlement à cet engagement, il a suivi une formation d'instituteur à l'université d'Estrémadure, où il a rencontré sa future femme, se spécialisant dans les sciences humaines. Il a ensuite étudié la criminologie à l'université de Cadix, puis le droit à Cáceres. Il a alors accompli deux ans de pratique juridique au barreau de Badajoz, où il a fini par s'inscrire. Enfin, il a passé avec succès son doctorat de droit à l'université de Salamanque.

### Les débuts en politique
Il adhère aux Nouvelles générations (NNGG) de l'Alliance populaire (AP) en 1985, et participe à la création du conseil local de la jeunesse de Badajoz, dont il devient le premier vice-président. Six ans plus tard, il est élu au conseil municipal de Badajoz, et sera nommé plus tard premier adjoint au maire de la ville, qui bascule à droite en 1995, lors des élections municipales.

### L'ascension au sein du PP
Nommé secrétaire général du Parti populaire (PP) d'Estrémadure en 2000, il est désigné quatre ans plus tard président du PP dans la province de Badajoz, puis est élu député régional à l'Assemblée d'Estrémadure en 2007. En avril 2008, il est nommé sénateur par le Parlement régional, avant de prendre, en novembre, la présidence régionale du PP en remplacement de Carlos Floriano.

### Président d'Estrémadure
Lors des élections autonomiques du 22 mai 2011, il se présente comme candidat à la présidence de la Junte d'Estrémadure contre le socialiste Guillermo Fernández Vara. Le jour du scrutin, pour la première fois depuis 1983, le PP arrive en tête avec 46,7 % des voix et 32 députés sur 65. La Gauche unie (IU), qui dispose de trois députés, ayant fait le choix de s'abstenir,, José Antonio Monago est investi président d'Estrémadure au second tour de scrutin, le 7 juillet, par 32 voix contre 30.

### Sources
- (es) Cet article est partiellement ou en totalité issu de l’article de Wikipédia en espagnol intitulé « José Antonio Monago » (voir la liste des auteurs).